# Guyramemua affine
Guyramemua affine je vrsta ptic iz družine tirančkov, ki je bila prvič opisana leta 2001. Vrsta je razširjena v južnem delu osrednje Brazilije ter na skrajnem vzhodu Bolivije.

## Taksonomija in sistematika
Guyramemua affine ima zapleteno taksonomsko zgodovino. Sprva je bil leta 2001 opisan kot Suiriri islerorum, saj so ga prej obravnavali kot različico podvrste S. suiriri affinis. Na podlagi raziskave, objavljene leta 2014, je bilo njegovo dvočlensko ime spremenjeno v S. affinis. (Zato so nekdanjo podvrsto S. s. affinis preimenovali v S. s. burmeisteri.) Leta 2017 pa je nova študija razkrila, da Guyramemua affine ni v bližnjem sorodstvu z Suiriri suiriri, temveč z vrstami iz rodu Sublegatus. Ker ta sorodnost ni bila dovolj tesna, so znanstveniki predlagali nov rod Guyramemua. Zaradi slovničnega spola imena rodu so morali vrstni pridevek spremeniti v affine. Novo ime so taksonomski sistemi kmalu sprejeli.